# Seasonal Shift
Seasonal Shift è l'undicesimo album in studio del gruppo musicale statunitense Calexico, pubblicato nel 2020.

## Tracce
1. Hear the Bells – 3:52 (Joseph Burns)
2. Christmas All Over Again (featuring Nick Urata) – 3:37 (Tom Petty)
3. Mi Burrito Sabanero (featuring Gaby Moreno) – 4:05 (Hugo Blanco)
4. Heart of Downtown (featuring Bombino) – 3:49 (Burns, Sergio Mendoza)
5. Seasonal Shift – 3:22 (Burns)
6. Nature's Domain – 2:56 (Burns)
7. Happy Xmas (War Is Over) – 4:01 (John Lennon, Yoko Ono)
8. Glory's Hope – 2:47 (John Convertino)
9. Tanta Tristeza (featuring Gisela João) – 3:49 (Burns, Mendoza)
10. Peace of Mind – 3:22 (Burns)
11. Sonoran Snoball (featuring Camilo Lara) – 3:07 (Camilo Lara, Burns, Mendoza)
12. Mi Burrito Sabanero – Reprise – 3:36 (Blanco)